# Moe (kifejezés)

Példa moénak tekinthető anime- és mangaszereplőre

A moe vagy moé (萌え, ’bimbózás, kihajtás’; [mo.e] kiejtéseⓘ) japán szleng kifejezés animék, mangák, videójátékok olyan, általában női szereplőjére, aki erős érzéseket, imádatot vált ki. A kifejezést használhatják ezen kívül bármilyen dologra vagy tevékenységre, ami érzéseket vált ki, vagy ami iránt imádattal vannak az emberek. A moe szereplők jellemzően neotének (gyermeki jegyeket viselő felnőttek), és „aranyosságukkal” váltják ki a kívánt hatást.
A szó az 1980-as évek végéről, 1990-es évek elejéről származik, pontos eredete nem ismert, de több teória is napvilágot látott, melyek mangaszereplők neveiből vagy szójátékokból származtatták le.
A moe szereplők széles körben elterjedtek a japán médiában. A moe stílusú dolgokra mind az online, mind a valós világban szerveződnek különféle versenyek, az egyik ilyet az EOCS japán videójáték-minősítő szponzorálja.
Több ismert pszichológus, kritikus, köztük Szaitó Tamaki és Azuma Hiroki, és Curumaki Kazuja animerendező is foglalkoztak a fogalommal és ismertették saját értelmezésüket.

## A fogalom jelentése
A moe szlengben használt kifejezés, az egyoldalú, erős kötődésre, a szeretet, az imádás, a szenvedély és a vágy érzéseire utal mangák, animék, videójátékok és más médiumok bizonyos szereplői iránt. A moe érzéseket kiváltó szereplőket „moe szereplőknek” nevezik. A szó ezen felül számos vonatkozásban használatossá vált, így élettelen dolgok, tevékenységek irányába is kifejezhető. A jelentésébe beletartozik az az értelmezés is, hogy „egy adott alany irányába érzett mély érzéseket” olyan esetekben alkalmaznak, amikor az egyszerű „kedvelés” nem elegendő az érzés kifejezéséhez. Ezekben az érzésekben a közös vonás az, hogy az érzések tárgya valami, amivel valójában nem lehet kapcsolatot létesíteni, például egy kitalált szereplő, pop idol, élettelen anyag vagy kézzel nem fogható dolog. Ez egyfajta „álromantikának” tekinthető, de nem mindig tűnik a „romantikával” azonosnak, nem kell szerelmi kapcsolatot jelentenie.

## Eredete

Ajanami Rei jegyeit viselő szereplő sápadt bőrrel, kék hajjal és csendes személyiséggel

A moe kifejezés eredete és etimológiája nem ismert. John Oppliger animés rovatvezető több népszerű elméletet is felvázolt, amelyek anime hősnők nevéből származtatják, mint Tomoe Hotaru (Tomoe írása: 土萌, a második kandzsi azonos a moe kandzsijával: 萌) a Sailor Moonból vagy Szagiszava Moe a Kjórjú vakuszeiből. Szaitó Tamaki pszichológus a japán moeru (萌える, ’bimbózni, kihajtani’) szóból származtatja. Kitabajasi Ken (Nomura Kutatóintézet) a moét úgy definiálja, hogy „erősen kötődni az ember ideáljaihoz”, és egy szójátékként azonosítja a mojaszu (萌やす; Hepburn: moyasu, ’kihajtani, kirügyezni’) godan igével és annak homofónjával (azonos hangalakú szavak): mojaszu (燃やす; Hepburn: moyasu, ’égni’), és ugyanezen gondolatmenet mentén a moeru (萌える, ’bimbózni, kihajtani’) icsidan igét és annak moeru (燃える, ’égni (átvitt értelemben is)’) homofónját. Patrick W. Galbraith szerint a moe a 2channel textboardról (szövegtábla) származik az 1990-es évekből, méghozzá olyan női szereplők nyomán, melyek a lolicon és bisódzso jegyeket egyszerre viselték. Ez pontosan megfelel a fent említett Tomoe Hotaru leírásának, és összevetve a szereplő akkori népszerűségét a 2channelen, megerősíti azt az elméletet, hogy a kifejezés a nevéből származik. Egy másik ok, amiért a moe kifejezés Tomoe nevéből származhat, az a szereplő háttértörténete. A kifejezést azokkal a szereplőkkel társítják, akik olyan „aurát” sugároznak, melytől néző úgy érzi, kötelessége óvnia a szereplőt érzékenysége, sérülékenysége miatt, és Hotaru illeszkedik ebbe a kategóriába; a mangában édesanyja egy laboratóriumi balesetben veszti életét, Hotaru pedig súlyosan megsérült, és ez súlyos következményekkel járt számára, mind fizikai, mind érzelmi szempontból.
A Comiket szervezője, Icsikava Kóicsi Lumot, az Uruszei Jacura főszereplőjét a moe forrásaként és mellette az első cundere szereplőként jellemzi. Clarisse-re, Mijazaki Hajao III. Lupin: Cagliostro kastélya (1979) című filmjének női főszereplőjére szintén egy korai példaként szoktak hivatkozni. Azuma Hiroki kultúrakritikus szerint Ajanami Rei a Neon Genesis Evangelionból miután kiemelkedőbb szereplővé vált a rajongók körében, „megváltoztatta a szabályokat”, irányítva azt, hogy az emberek mit tekintenek moe-inspiráltnak. Az ipar azóta kitermelt számos szereplőt, akik Ajanami jegyeit, mint sápadt bőrét, kék haját és csendes személyiségét viselik.

## Jellegzetességek
Az úgynevezett moe-elemek (萌え要素; moe jószo; Hepburn: moe yōso) Azuma Hiroki definiálásában többnyire vizuális jellegűek, mint macskafülek, csengők, szobalány-egyenruhák, farkak és bő zoknik, de léteznek másfajta moe-elemek is, például különleges beszédmódok, helyzetek, sztereotip narratív fejlődés vagy épp a figura egyedi vonásai. A moe szereplők jellemzően neotének (gyermeki jegyeket viselő felnőttek), és „aranyosságukkal” váltják ki a kívánt hatást. Ennek megfelelően nagy fej, nagy szemek és pupillák, magas írisz, kicsi orr, lapos arc, vékony végtagok, szemre lógó színpompás haj és sokszor „antennahaj” (ahoge (アホ毛)) jellemzi őket. A gyermeki külső ellenére gyakori, hogy a szereplőnek a korához képest nagy mellei vannak.
A moe antropomorfizmus által nem emberi dolgok emberi tulajdonságokat vehetnek fel. Például a Gradius videójáték-sorozatban szereplő Vic Viper nevű űrhajót egy spin-off játékban, az Otomediusban moe tulajdonságokkal ruházták fel.

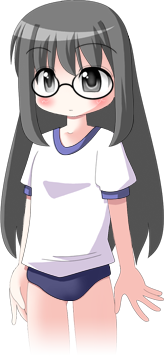
Meganekko-moe
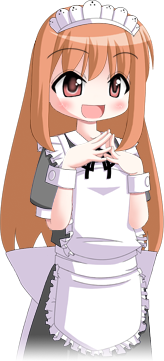
Szobalány-moe
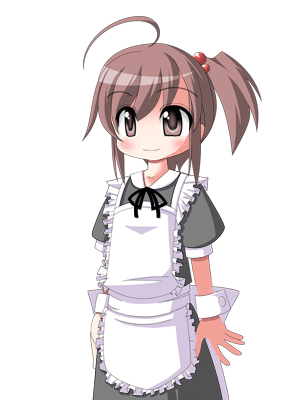
„Antennahaj”
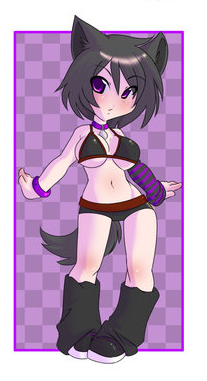
Kemonomimi-moe (moe antropomorfizmus)

## Használata

### Kereskedelmi alkalmazás
A moe szereplők széles körben elterjedtek a japán piacon. 2003-ban a moe médiapiac, beleértve a nyomtatott médiát, az audiovizuális tartalmakat és a játékokat is, 88 milliárd jent tett ki, közel egyharmadát a 290 milliárd jenes otaku piacnak Japánban. 2009-ben Brad Rice, a Japanator főszerkesztője elmondta, hogy „a moe szó szerint gazdasági erővé vált”, egyre több termék rendelkezik valamilyen moe-elemmel a jobb eladhatóság érdekében, akár animék vagy mangák formájában, akár a járulékos piacon azoknak a „hardcore rajongóknak, akik túlzóan sok terméket vásárolnak a vágyott szereplőhöz kapcsolódóan”.
John Oppliger az AnimeNationtől a 2000-es évek első évtizedét követte nyomon, amikor a moe egyre népszerűbbé és elismertebbé vált. A kereskedelem az ezt követő érdeklődés eredményeként jött létre, és a moe az ölelés, a szeretet és a védelem nem szexuális vágyából vált az aranyosság szexuálisan kifinomult bűvöletévé. Oppliger folytatja, hogy a moe teljes egészében eltolódott a szereplő és a néző közötti kétirányú cserétől, hogy egyértelműen az egyes szereplők jellemzőjévé vagy a nézők koncentrált fétisévé váljon. Az Oppliger által felhozott példák között szerepelnek a K-On!, a Lucky Star és a Moetan sorozatok, melyek kapcsán rámutat arra, hogy „imádni való, szeszélyes, ügyetlen és korai serdülőkorú lány szereplők körül forognak azért, hogy előidézzék, lángra lobbantsák és manipulálják a nézők érdeklődését és érzelmeit”. A szereplők már ahelyett, hogy moe érzelmeket ébresztettek volna, szó szerint moe-szereplők voltak, akik a moe stílus meghatározó jellemzőivel rendelkeztek. Oppliger ezeket a lánykaraktereket „imádni valóan aranyosnak, kissé szexuálisan vonzónak és öntudatos, de még nem cinikusnak” nevezi, és azt állítja, hogy a nézők figyelmét és imádatát igénylik a passzív rajongás és védő érzések helyett.
Mikor a moe elérte csúcspontját és elkezdett továbbfejlődni, különféle változatai alakultak ki, az egyes fétis-területek felé irányulva. Legalább már 2002-ben a G-On Riders televíziós sorozat tudatosan szemüveget viselő lányokat állított a középpontba, hogy vonzóbbá váljanak a meganekko (szemüveg-fetisiszta) rajongók számára, ám a tendencia 2005-ben kezdődött azokkal az animékkel, amelyek egy adott néző megszállottságának kielégítésére összpontosítottak. Példaként felhozhatók az alábbi sorozatok: Kore ga vatasi no Gosudzsin-szama (francia szobalányruhás moe), Strike Witches (katonai moe), Higurasi no naku koro ni (jandere moe), Majoi neko Overrun! (pincérnő-egyenruhás moe), Macademi vassoi! és Aszobi ni ikujo (nekomimi moe) és Upotte!! (gépkarabélyos moe).

### Szexuális vonzerő

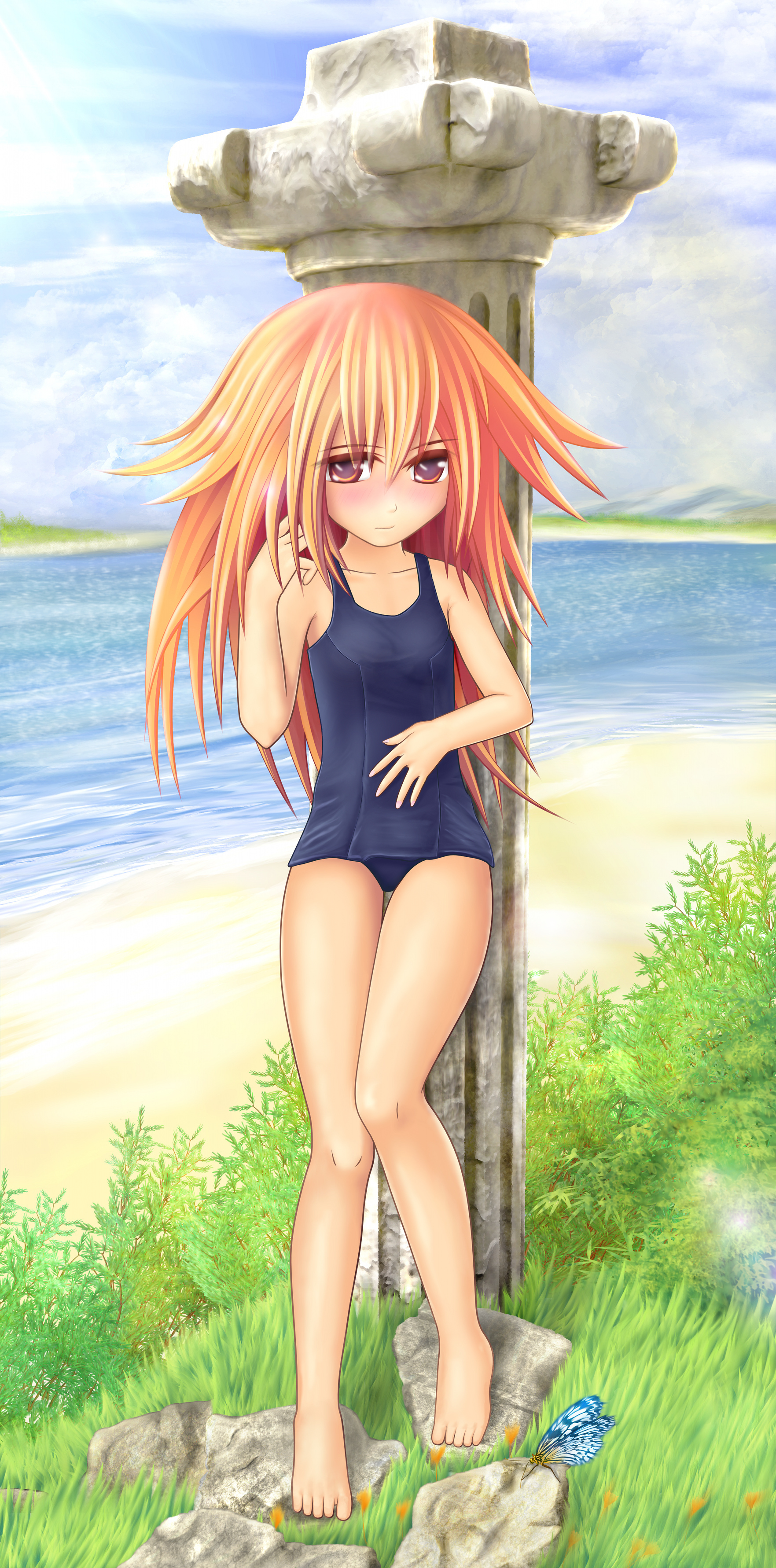
Példa egy moe esztétikával rendelkező szereplőre: fiatal, szexuális vonzerővel és gyermeki tulajdonságokkal

A kitalált szereplők iránti moe érzés néha magában foglalja a szexuális izgalmat, vagy olyan kontextusban értendő, ahol „sok gyönyörű lány és mell jelenik meg”. Ezekben az esetekben a tiszta szeretet érzése, amely az idő múlásával fokozatosan erősödik, vezethet az erotika ezen érzéseihez. A moét ugyanakkor megkülönböztetik a tiszta vágytól. Noha a kis vágymennyiséget általában moénak tekintik, az olyan érzés, amely túlságosan a vágyra összpontosít, a moe jelentésén kívülre esik. Tanigava Nagaru egyik light noveljében az egyik szereplő megemlíti, hogy a moe és a tiszta vágy között lehet különbséget tenni az alapján, hogy előbbinél fenn lehet tartani a vonzalom érzéseit szexuális kielégülés nélkül is. Honda Tóru kommentátor szerint, aki a moét a „fejben lévő romantikának” tekinti, az ideális szerelemtípus moén belül a „romantikus szerelem”.

### Versenyek
Számos nemhivatalos verseny vagy rangsorolás létezik az interneten a moe-szereplők számára. Az egyik ilyen verseny volt az Anime Saimoe Tournament (アニメ最萌トーナメント; Anime Szaimoe Tónamento; Hepburn: Anime Saimoe Tōnamento; röviden AST, J-Saimoe vagy Saimoe), amelyet 2002 és 2014 között minden évben a 2channel tagjai szerveztek meg. Azok a moe-szereplők feleltek meg a verseny feltételinek, amelyeket július 1-től a következő év június 30-áig tartó üzleti évben jelöltek. Minden versenyben legalább 280 moe-szereplő vett részt. A Saimoe Tournament spin-offjai közé tartozott az RPG Saimoe, amelyben videójáték-szereplők vettek részt, és a SaiGAR, az „anime legférfiasabb férfiai” közötti verseny. 2006-ban és 2007-ben a Saimoe Tournament nemzetközi eseménnyé nőtte ki magát és a jelentősen megnövekedett külföldi látogatószám miatt a 2channel moderátorai kénytelenek voltak blokkolni a hamis szavazatokat leadó felhasználókat, proxykat és IP-címeket, illetve angol nyelvű szabályzat kihelyezésével próbálták elejét venni a szabálytalanságoknak és zavarkeltéseknek. Az International Saimoe League (ISML) egy újabb népszerűségi verseny, amelyet 2008 óta tartanak meg és a nemzetközi közönségnek szól.
Moe versenyek léteznek magazin-kiadványokban és a való világban is. A Moe Game Awardsot (萌えゲーアワード; Moe Gé Avádo; Hepburn: Moe Gē Awādo) évente adják az az évben megjelent bisódzso játékoknak különféle kategóriákban, mint háttérzene, szereplőtervezés, fandisc, grafika és erotikus tartalom. A Moe Game Awardsot 2006-ban adták át először, akkor még Bisódzso Game Awards (美少女ゲームアワード; Bisódzso Gému Avádo; Hepburn: Bishōjo Game Awards / Bishōjo Gēmu Awādo) néven, majd 2009-ben változtattak nevet. A díjat az Ethics Organization of Computer Software (EOCS) japán játékminősítő testület szponzorálja és saját definíciójuk szerint „az R18-as játékipar Oscar-díja”, bár a versenyben bármilyen korhatár-besorolású játék részt vehet. Magazinok is futtatnak moe versenyeket, ide tartozik a Dengeki Moeoh japán magazin, amely a Moeoh Rankings (萌王ランキング; Moeó Rankingu; Hepburn: Moeō Rankingu) című rovatot futtatja, és a hónap olvasók által megszavazott 10 legjobb moe-szereplőjét tartalmazza.

## Értelmezése, kritikája

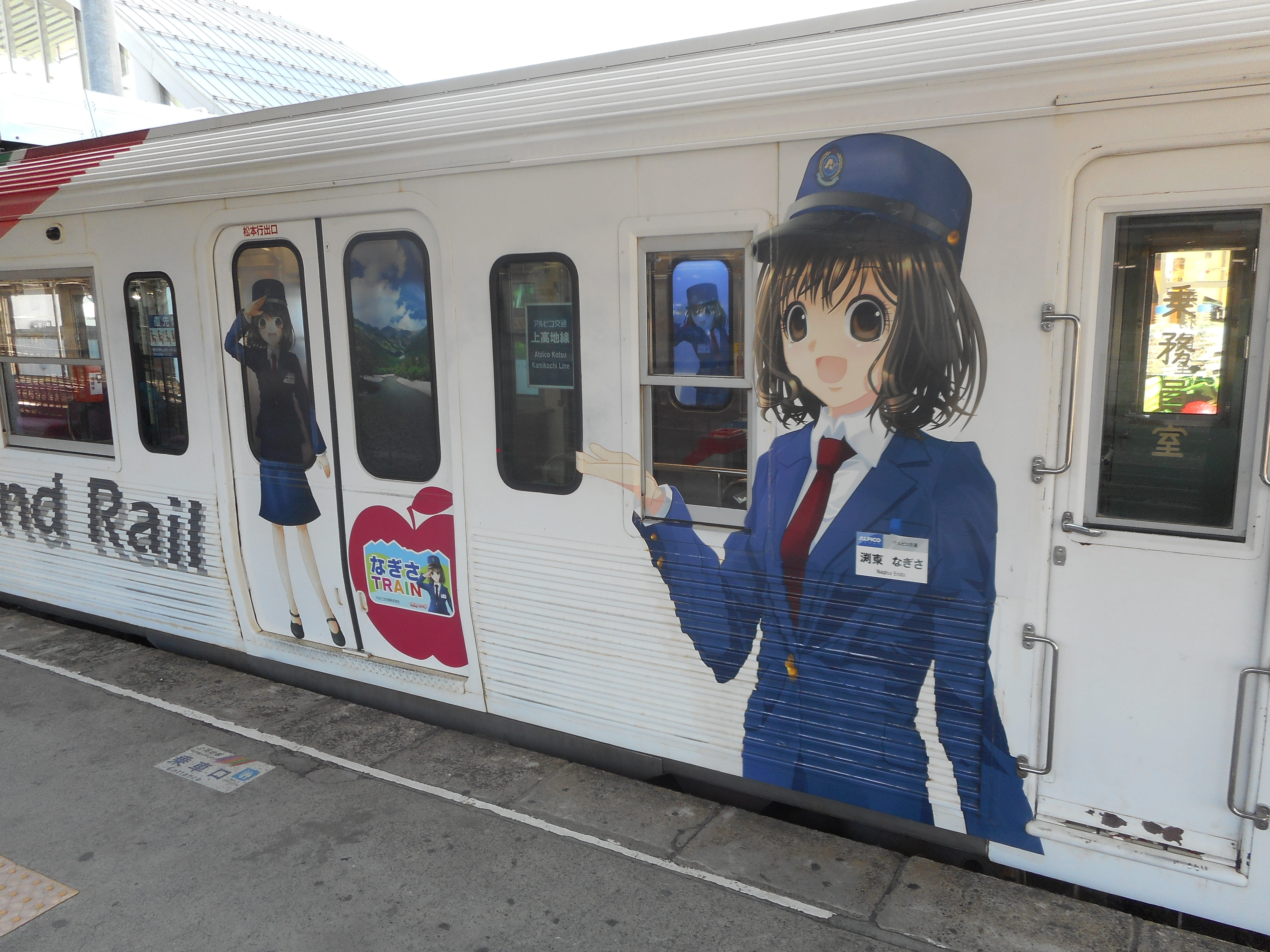
Moe reklám egy vonaton

A moe fogalmának különféle értelmezései léteznek, és a témát mélyrehatóan megvitatták. Szaitó Tamaki pszichológus úgy véli, hogy az otakuk által használt moe a sajátos szexualitásuk megtestesítője. Szaitó rámutat arra, hogy míg az otaku-alkotások rendellenes benyomást keltenek a szexualitásról, kevés otaku alkalmazza ezt a benyomást a való életben. Úgy vélekedik ezért, hogy a moe olyasmi, ami fenntartja az otakuk szexualitását egy kitalált világban, a vágyuk tárgya pedig maga a kitaláció, aminek nincs szüksége a valóságra.
Azuma Hiroki kritikus ugyanakkor elutasítja Szaitó érvelését, mert „túl bonyolult”-nak tartja. Azuma szerint a „moeság” egyszerűen az a cselekvés, amikor az egyes szereplők moe tulajdonságait elemezzük és ezek a tulajdonságok hatnak elménkre, de különbözik az empátia puszta érzéseitől, valójában posztmodern fogyasztói magatartás (chara-moe). Azuma otaku-cselekedetnek tekinti a vágyak ezen korlátozott kapcsolatok között történő kielégítését, és az ezáltal bekövetkezett „állatiasodást” (動物化; dóbucuka; Hepburn: dōbutsuka; angol nyelvterületen animalization), leegyszerűsítve Szaitó moe-elképzelését arra, hogy izolált környezetben érik el vágyuk tárgyát, ami nem más a betanított állatok viselkedésénél, tehát az otakuknál egyfajta ösztönös, állatias fogyasztási igény alakul ki a moe-termékek iránt. Ezt Azuma otakuk beszámolói alapján a kábítószer-függőséghez hasonlítja.
Ezzel szemben Honda Tóru ellenzi azt az elképzelést, hogy a moe „csupán jelek által kiváltott reakció, és emiatt állatiasodás” lenne, és azzal érvel, hogy ez az értelmezés nem engedi emlékeztetni a moe lényegére. Honda a moét az eszmék háttérjelek között való emlékezésének tekinti, egy szükségszerű cselekedetnek, amely onnan ered, amikor a vallás által visszautasított romantikát továbbra is támogatta a materializmus, és így a mitológia és a vallás kontextusában releváns mentális tevékenységként értelmezi azt. Ezenkívül Honda kijelenti, hogy ez az „állatiasodás” jelenség csak Japán „gazdasági buborék” periódusa után merült fel, amikor az emberek valódi romantikus és szexuális termékeket fogyasztottak, és azt mondja, hogy mivel a moét általában úgy értelmezik, hogy szemben áll a romantika való életben történő keresésével, emiatt tehát ez a férfiközpontú machoizmus antitézise. Míg Szaitó nem különíti el a moét az erőszakosabb szexuális rendellenességektől és a moéval kapcsolatban bisódzso (szép lányok közötti) harcról beszél, addig Honda a moét szöges ellentétének tekinti a vadászó típusú szexualitásnak, melyet például Henry Darger ördögi művei mutatnak be.
Curumaki Kazuja animerendező úgy határozza meg a moét, hogy az „a szereplőkről hiányzó információk sajátjainkkal való kitöltése”. Ezt a nézetet elfogadva, Hotta Dzsundzsi író elmagyarázza, hogy a szereplők emberi ösztönből születnek, és ez a pontos oka annak, hogy sokkal jobban elbűvölhetik az embert, mint a valódi emberek. Okada Tosio azt mondja, hogy bár ő maga még nem érti meg teljesen a moét, azt úgy határozza meg, hogy nem csupán a gyönyörű lányok keverik össze érzelmileg az embert, hanem ennek meta-szempontja is, amikor látjuk magunkat ebbe az állapotba kerülni.
A The Moe Manifesto szerzője, az Akihabarában bennfentes Patrick Galbraith a moét úgy definiálja, mint egy érzelmi reakciót a kitalált szereplőkre vagy azok ábrázolására. E meghatározás alkalmazása széles körben elterjedt a politikai, gazdasági és kulturális diskurzusokban. A gyakorlati példaként Matthew Brummer bemutatja, hogy a Japán Önvédelmi Haderő miként használja ki a populáris kultúrát és a moét a katonai szervezet közvélemény-felfogásának kialakításához: manga katonaság.

## Fordítás
- Ez a szócikk részben vagy egészben  a   Moe (slang) című angol Wikipédia-szócikk ezen változatának fordításán alapul.  Az eredeti cikk szerkesztőit annak laptörténete sorolja fel. Ez a jelzés csupán a megfogalmazás eredetét és a szerzői jogokat jelzi, nem szolgál a cikkben szereplő információk forrásmegjelöléseként.